# La Poursuite impitoyable (Blueberry)
Pour les articles homonymes, voir La Poursuite impitoyable.
La Poursuite impitoyable est le septième album de la série de bande dessinée La Jeunesse de Blueberry de François Corteggiani (scénario), Colin Wilson (dessin) et Janet Gale (couleurs). Publié en 1992, c'est le dernier du cycle du ferroviaire (deux tomes).

## Résumé
Dans un magasin général, déguisés en soldats sudistes, des soldats nordistes sont pris à partie par des hommes armés qui les poursuivaient depuis quelques jours. Ils sont sauvés par un client, Bowman, qui dormait à l'étage. Après avoir abattu deux hommes, Bowman s'enfuit avec les soldats nordistes. La scène a été observée par Fairfax, un soldat sudiste qui est assommé par un soldat nordiste qui veillait à l'extérieur.
Même s'ils sont prisonniers dans un camp fortifié situé à Rome, Géorgie, Blueberry et un autre soldat nordiste, Homer, jouent au poker avec le commandant du camp « parce que personne ne sait manier les cartes comme ces zigotos-là ». Profitant d'une bagarre, Blueberry s'empare d'un pistolet.
De leur côté, Bowman, Grayson et les soldats qui les accompagnent décident de traverser un camp sudiste. Alors qu'ils avancent tranquillement, Fairfax reconnaît Bowman et tire en sa direction. Ils lancent alors leur chevaux en direction d'un bois, mais doivent repousser des soldats sudistes alertés par les coups de feu. Sur le point d'être rattrapés, des soldats nordistes cachés dans les bois tirent sur les sudistes.
Au camp fortifié, Blueberry apprend que lui et deux nordistes seront échangés contre « une trentaine de... d'espions ». Blueberry menace alors le commandant du camp du pistolet qu'il a volé auparavant, mais le commandant lui montre les balles qu'il gardait dans une poche. Blueberry le détrompe en tirant une balle et s'empare d'un chariot en emmenant les deux autres prisonniers nordistes. Il reçoit l'aide providentielle de Homer qui abat quelques soldats s'apprêtant à tirer dans leur direction. À la sortie du camp, Grayson, accompagné de ses hommes, intervient pour faire ouvrir la porte du camp fortifié. Par la suite, tous les hommes se regroupent et forment une troupe qui se réfugie dans un bois environnant.
Alors que la troupe se repose, un noir identifie Bowman comme esclavagiste. Blueberry explique à la troupe son plan pour retourner vers le nord : s'emparer du train du général sudiste Landbetter. Le lendemain, le noir tente de tuer Bowman, mais ce dernier parvient à le tuer in extremis. Homer dénonce alors Bowman, lequel prend en otage le conducteur de train. Fairfax intervient à ce moment et assomme Bowman. Il le poursuivait pour venger ses collègues que Bowman a froidement abattus au début de l'album, alors qu'il devait utiliser des balles à blanc. Fairfax explique que Bowman devait tuer Blueberry pour venger la mort du fils du général MacLaughlin, tué dans un accident de train que Blueberry avait arrangé. Par la suite, Fairfax quitte avec son prisonnier, en demandant qu'une vie sudiste soit épargnée en échange de celle de Blueberry.
La troupe s'empare du train du général Landbetter. Ce dernier obtient un autre train et poursuit celui de Blueberry. Bowman, qui a tué Fairfax, rattrape le train de Blueberry et le menace de son pistolet. À la dernière minute, Bowman est entraîné vers un précipice par l'un des volontaires nordistes. Deux autres soldats nordistes font exploser les charges que Blueberry avait fait installer dans un tunnel en venant du nord. Le restant de sa troupe parvient à retourner de l'autre côté du front sans être inquiétée à nouveau.
Au « p.c. du général Mitchell », le général Dodge justifie la mort des volontaires en affirmant la valeur du sacrifice au nom du pays, mais Blueberry sort en claquant la porte. Il explique ensuite à Grayson que le général Sherman s'apprête à faire un raid contre le sud et qu'il en est.

## Personnages principaux
- Blueberry : lieutenant de cavalerie nordiste tentant de fuir le territoire contrôlé par les forces sudistes.
- Sergent Grayson : sous-officier nordiste.
- Bowman : tueur engagé par le général MacLaughin pour abattre Blueberry en représailles de la mort de son fils.
- Homer : noir et soldat nordiste.
- Fairfax : soldat sudiste voulant arrêter Bowman pour le meurtre de collègues.
- Major : commandant d'un camp fortifié à Rome, Géorgie, où sont détenus Blueberry et deux nordistes.